# Sande (Lamego)
Sande is een plaats (freguesia) in de Portugese gemeente Lamego en telt 1134 inwoners (2001).